# Quận Klamath, Oregon
Quận Klamath là một quận nằm trong tiểu bang Oregon. Quận được đặt tên theo tên bộ lạc người bản thổ châu Mỹ sống trong khu vực này vào thời những nhà thám hiểm da trắng đầu tiên đến vùng này, đó là bộ lạc Klamath. Đến năm 2000, dân số của quận là 63.775. Quận lỵ được đặt tại Klamath Falls.

## Lịch sử
Bộ tộc Klamath của người bản thổ châu Mỹ đã ở đây khoảng 10 ngàn năm. Người da trắng bắt đầu định cư tại đây vào năm 1846 dọc theo Đường mòn Applegate gây ra các cuộc đụng độ giữa hai nền văn hóa và dẫn đến Chiến tranh Modoc năm 1872. Nghị viện Oregon thành lập Quận Klamath ngày 17 tháng 10 năm 1882 từ phần phía tây của Quận Lake. Linkville, sau này được biết là Klamath Falls, được chọn làm quận lỵ.
Một hiệp ước được ký kết với bộ lạc Klamaths ngày 14 tháng 10 năm 1864 dẫn đến việc thành lập Khu dành riêng cho người bản thổ Klamath. Qua nhiều thời kỳ trong 40 năm kế tiếp, nhiều người thuộc bộ tộc Modoc được định cư trong khu dành riêng này. Vì có nhiều rừng bao la, bộ lạc Klamaths tồn tại rất tốt như một dân tộc cho đến khi chính phủ Hoa Kỳ bãi bỏ khu dành riêng này vào năm 1954. Kết quả là tiền bồi thường cho việc bãi bỏ khu dành riêng này bị thất thoát do hoang phí, ăn cắp hay lường gạt khiến cho người bản thổ thêm nghèo đói và mất định dạng bộ tộc.
Một số người Klamath từ chối nhận tiền bồi thường, nổi tiếng nhất là Edison Chiloquin (1924 - 2003). Thay vì nhận tiền, ông nhất định đòi nhận bằng khoán đất tổ tiên dọc theo Sông Sprague nơi ông sống. Ngày 5 tháng 12 năm 1980, Đạo luật Chiloquin được ký thành luật, trao cho ông bằng khoán đất mà ông muốn.

## Địa lý
Theo Cục điều tra dân số Hoa Kỳ, quận có tổng diện tích là 6.136 dặm vuông (15.892 km²) trong đó đất chiếm 5.944 dặm vuông (15.395 km²) và nước chiếm 192 dặm vuông (496 km²) hay là 3,12%.

### Các quận giáp ranh
- Quận Jackson, Oregon - (tây)
- Quận Douglas, Oregon - (tây bắc)
- Quận Lane, Oregon - (tây bắc)
- Quận Deschutes, Oregon - (bắc)
- Quận Lake, Oregon - (đông)
- Quận Siskiyou, California - (nam)
- Quận Modoc, California - (nam)

## Các cộng đồng

### Các thành phố hợp nhất
| - Bonanza - Chiloquin - Gilchrist | - Klamath Falls - Malin - Merrill |

### Các cộng đồng chưa hợp nhấtvà nhữngnơi ấn định cho điều tra dân số
| - Algoma - Altamont - Beatty | - Bly - Dairy - Chemult | - Keno - Midland - Pine Grove | - Sprague River |

## Đại học và cao đẳng
- Cao đẳng cộng đồng Klamath
- Học viện Kỹ thuật Oregon